# 国务院出国工人管理局
国务院出国工人管理局，是中华人民共和国国务院曾存在的直属机构，負責劳务出口工作。由国务院副总理邓小平分管。

## 历史
1955年4月7日中国与蒙古人民共和国在北京正式签订《关于中华人民共和国派遣工人参加蒙古人民共和国生产建设的协定》。 当月，周恩来总理指示国务院立即组建出国工人管理局。1955年首批8200名建筑工人、工程技术人员和翻译以及农业工人赴蒙古。
1957年年末，出国工人管理局被精简撤销。

## 历任领导
- 局长
  - 张策（国务院副秘书长兼国家编制委员会副主任兼）[1]
- 副局长
  - 杨实人
  - 康润民
  - 季寿山

## 組織機構
- 办公室
- 财务处 处长曹昆隆
- 驻苏联大使馆出国工人管理处[2]
- 驻蒙古大使馆出国工人管理处